# Sabinar de las Blancas
El sabinar de las Blancas (popularmente conocido como Las Blancas) está situado en el Parque Natural de Puebla de San Miguel, en el Rincón de Ademuz, provincia de Valencia (Comunidad Valenciana, España).

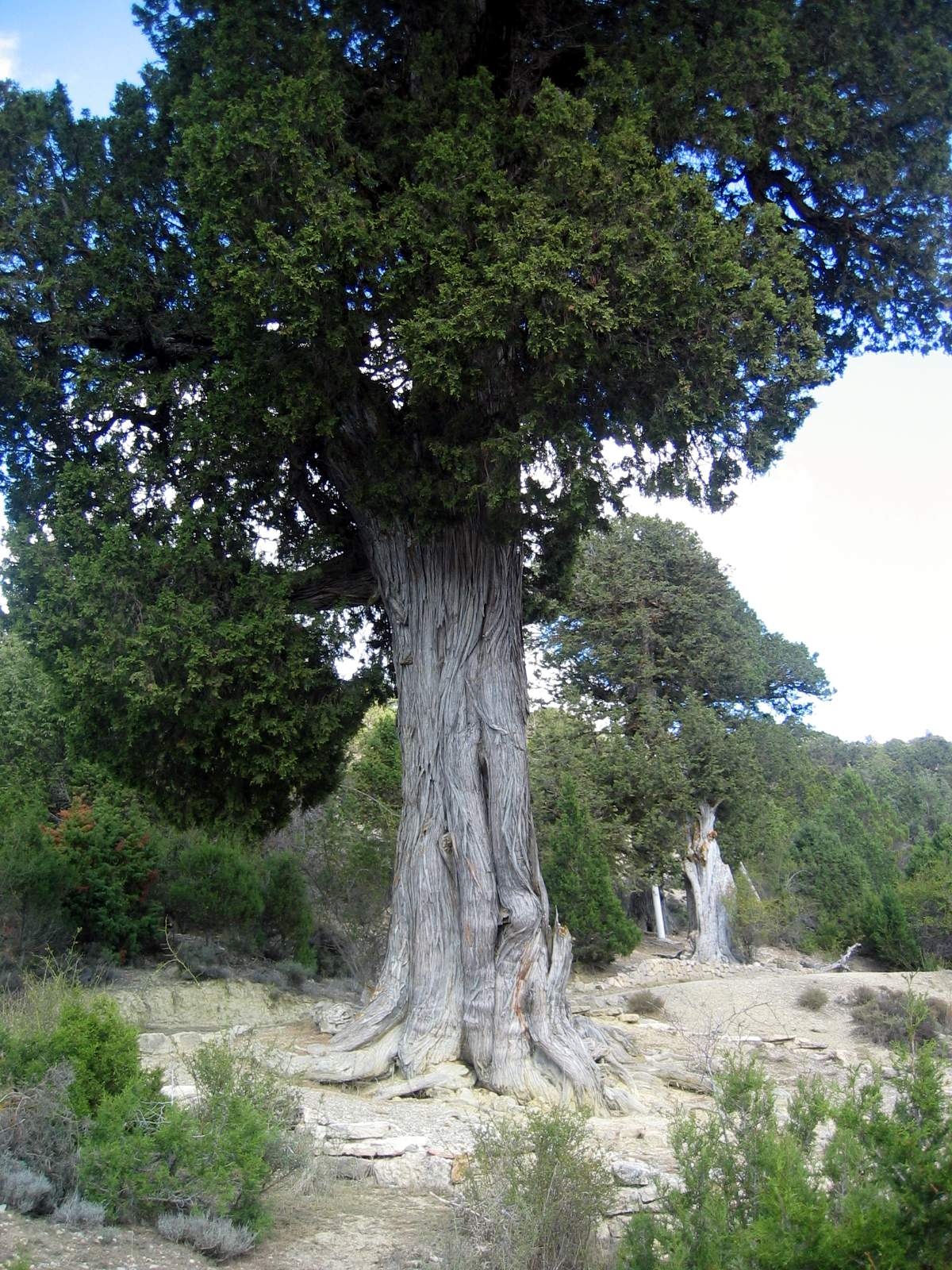
Ejemplar de sabina albar (2014).

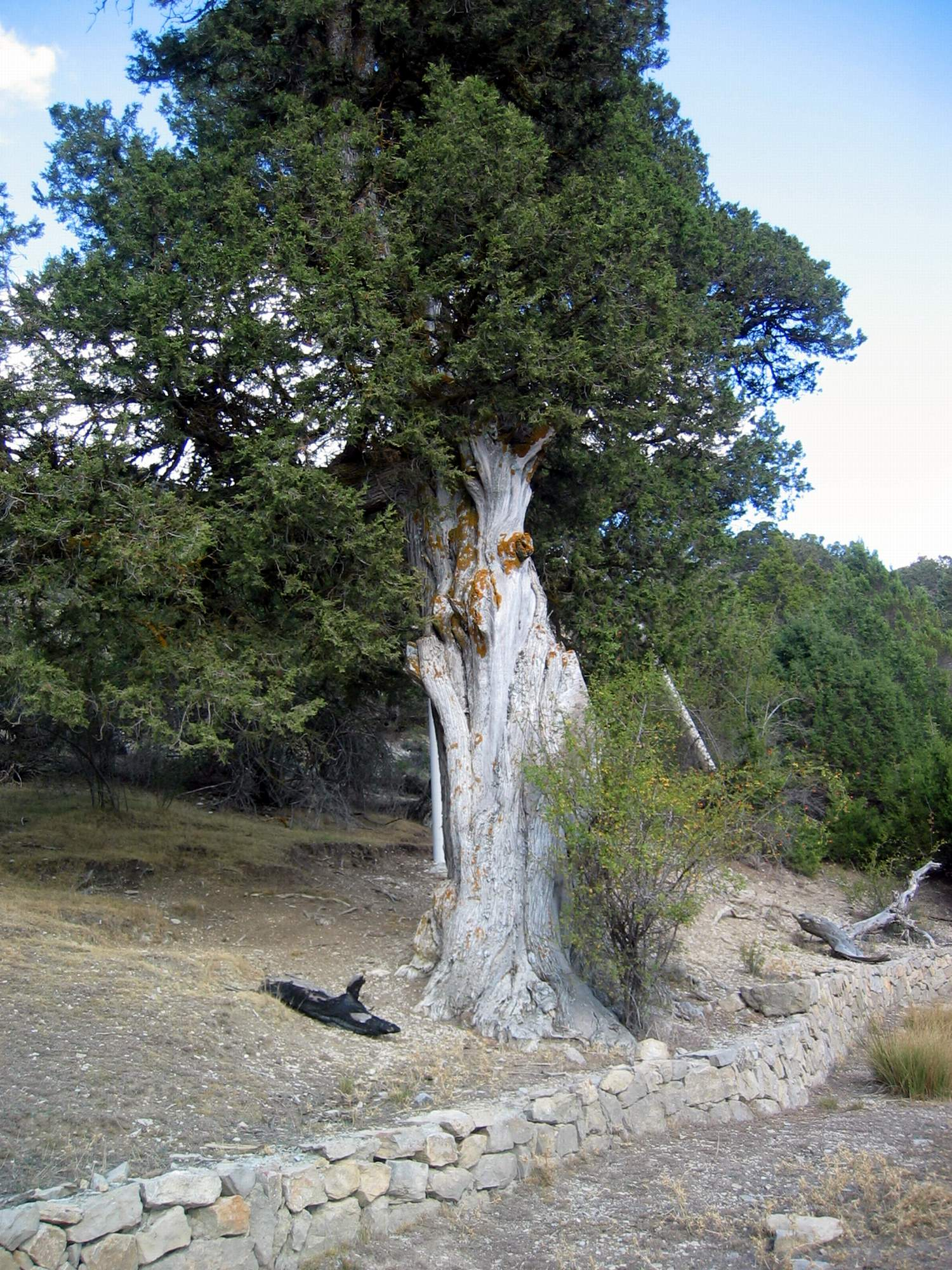
Ejemplar de sabina albar (2014).

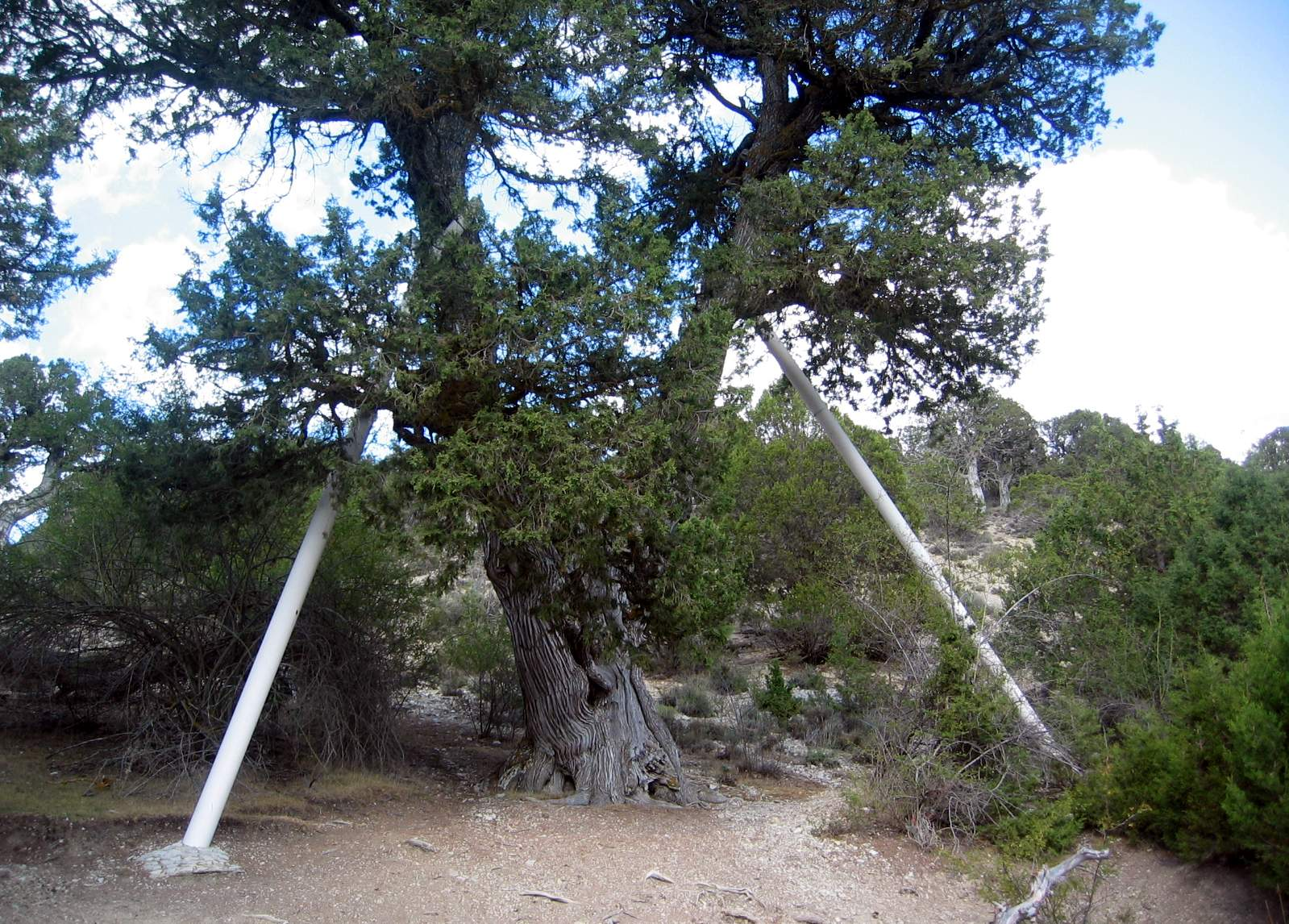
Ejemplar de sabina albar (2014).

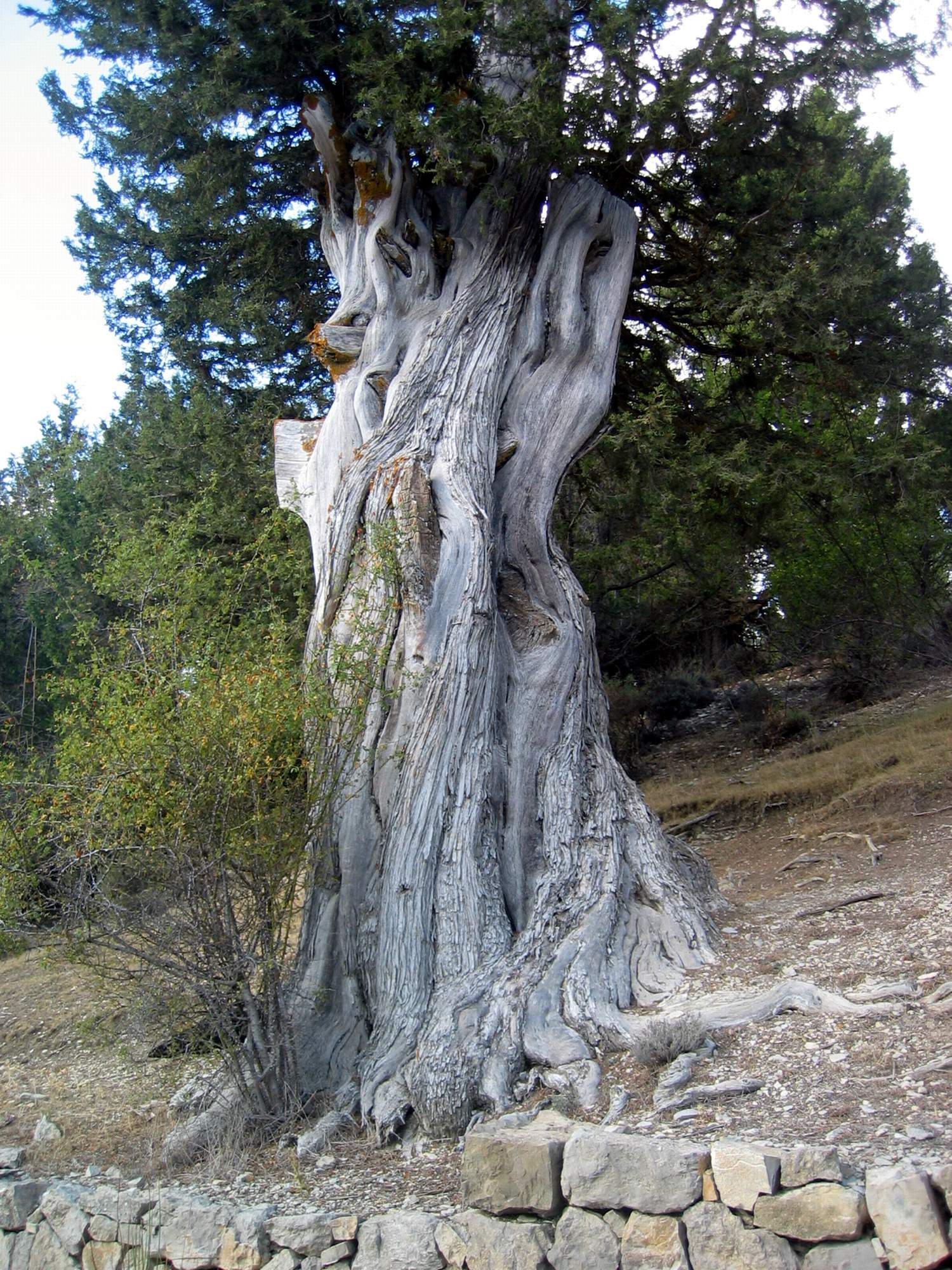
Ejemplar de sabina albar (2014).

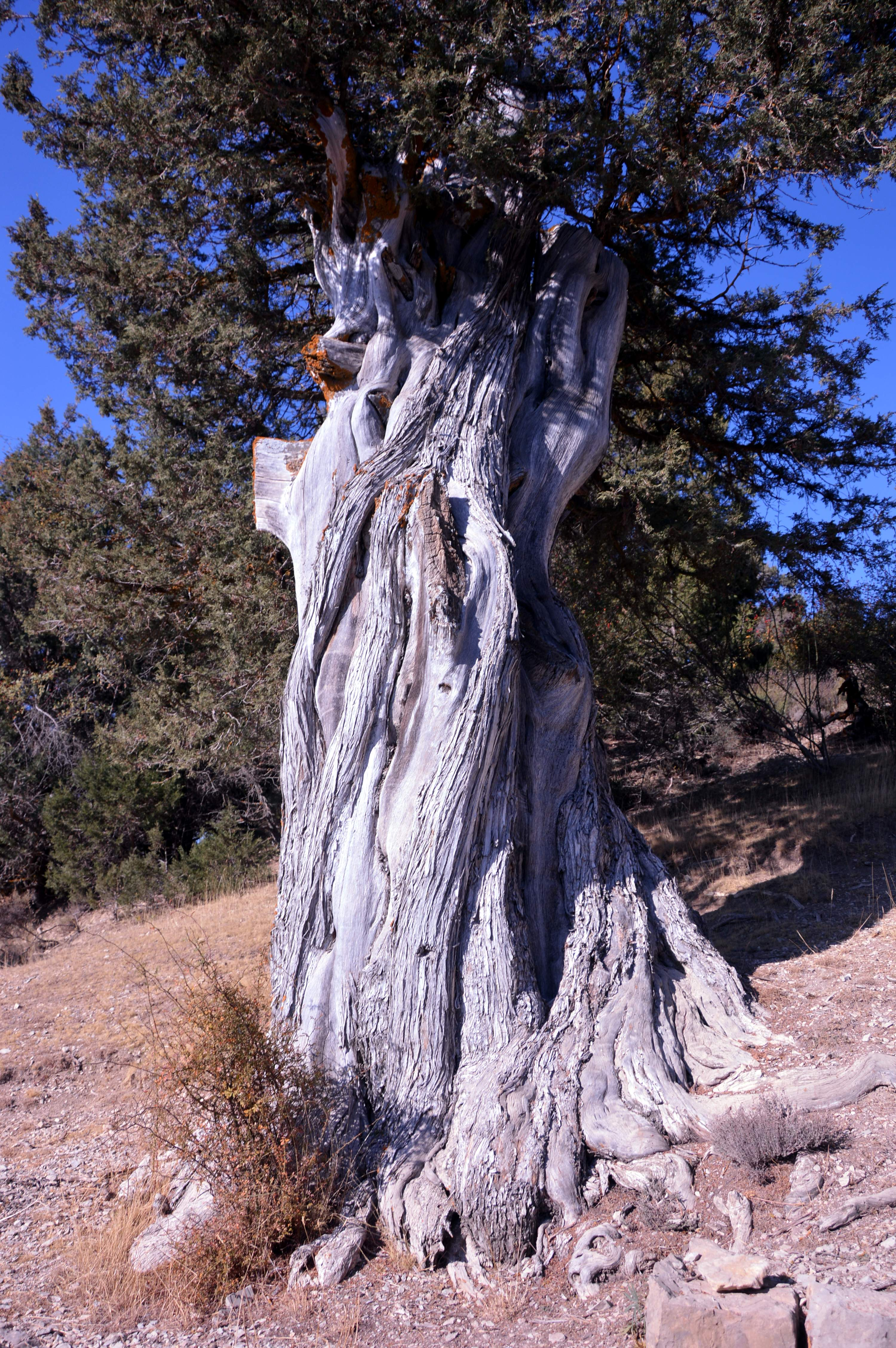
Ejemplar de sabina albar (2017).

Poblado de sabinas centenarias, el paraje constituye una de las siete Microrreservas de flora del parque natural, junto con el «Alto de Las Barracas», el «Barranco de la Hoz», el «Barranco del Saladillo», el «Barranco Jiménez», el «Barranco Jorge» y el «Pino Vicente Tortajada».

## Ubicación y descripción
El paraje de «Las Blancas» se halla en pleno parque natural, en posición meridional respecto de la villa. Se accede por una pista de tierra que parte de la CV-363: la vía nace a la izquierda de la carretera, dirección Losilla de Aras, pedanía de Aras de los Olmos, siguiendo la dirección del collado del Aprisco (2,5 km), el Mirador del Mirar Bueno (4 km) y Las Blancas (5 km).
El paraje se halla indicado por un poste de madera, junto a otra señal metálica que señala la ubicación del Depósito contra incendios «Las Blancas». La entrada está protegida por una valla, que prohíbe el acceso de vehículos a motor (coches, motos...) al espacio de la Microrreserva de Flora. El camino desde la pista está flanqueado por grandes ejemplares de sabinas –refiere un visitante-:

«El suelo del monte está extremadamente seco, uno se pregunta cómo pueden vivir aquí estos árboles, en medio de semejante aridez; quizá sus raíces hayan encontrado en lo profundo algún lecho de humedad que no percibimos. La copa de estas sabinas suele ser redondeada, las ramas apretadas o abiertas, sus hojitas cortas y escamosas, similares a las del ciprés, su troncho rechoncho y retorcido, plagado de protuberancias y cicatrices. Al final del camino hay una señal bajo tejadillo a la izquierda, señalando sobre un plano la “red de depósitos de agua de la zona” y un gran depósito de obra al fondo, cercado por una verja metálica».
Las Blancas de Puebla de San Miguel, Alfredo Sánchez Garzón

El lugar dispone de paneles con texto y dibujos de Tomás Sendra, que ilustran acerca del paraje y sus moradores, las sabinas: 
- Nombre científico: Juniperus thurifera L.
- Nombre común: Sabina albar.
- Propiedad: Pública y privada.
- Coordenadas: X 660549/ Y 4434512/ Z 1432.[2]

Situado a 1.450 m de altitud, el nombre de «Las Blancas» alude al color blanquecino tan característico del tronco de las sabinas del lugar. Se trata de un conjunto monumental de sabinas en el que destacan tres ejemplares por su tamaño y edad [con unos 800 años de vida media]. La forma de estos ejemplares también diferente de la natural de su especie, debido a los agentes climáticos que los han afectado a lo largo de los años: tormentas, viento, nieve, y a las podas recibidas para su aprovechamiento ganadero.
La sabina albar es un árbol de crecimiento lento y gran resistencia a las condiciones climatológicas más adversas, soporta inviernos fríos, veranos muy calurosos y sequedad extrema. Capaz de desarrollarse en terrenos sin apenas suelo, entre los 700 y los 1.400 metros de altitud, su madera es de buena calidad, muy densa y resistente, utilizándose en ebanistería y en la elaboración de suelos, vigas y postes. El uso principal en la zona fue el ganadero, con la madera se elaboraban porteras y cerramientos y su follaje garantizó el alimento del ganado en los duros y fríos inviernos, cuando la nieve impedía el pastoreo. Las hojas recuerdan a las de los cipreses (Cupressus sempervirens), ambas especies pertenecen a la misma familia. Los frutos, maduran durante el otoño del segundo año. Esta especie presenta pies masculinos y femeninos. La floración tiene lugar al final del invierno.
En el paraje «Las Blancas» hay ejemplares de distinto sexo, pueden distinguirse fácilmente por los frutillos (gálbulos), también llamados trabinas, que solo producen los especímenes femeninos. Sucede lo que con los enebros, otros árboles del mismo género cuyas bayas se conocen como nebrinas.
En su célebre texto Pedazio Dioscórides Anazarbeo (Salamanca, 1566), Andrés Laguna de Segovia (1499-1559) hace una breve anotación acerca de las propiedades tóxicas de esta especie: «La sabina es hierba muy conocida de las mujeres, porque ordinariamente beben su cocimiento para provocar la purgación represada. Es caliente y seca en el grado tercero, [...]. Por donde no nos debemos maravillas si hace orinar sangre y mata la criatura en el vientre».
Sin embargo, el farmacéutico y botánico catalán Pío Font Quer dice que, «el mejor uso (medicinal) que se puede hacer de la sabina es ignorarla».